# 楊琛

清同治修《江苏无锡安阳杨氏宗谱》之文崖公像

楊琛（1429年—？），字叔獻，號文崖，直隸常州府無錫縣人，軍籍，明朝政治人物。同進士出身。

## 生平
正統十二年（1447年）丁卯科應天府鄉試第六十三名。景泰五年（1454年）甲戌科會試第二百九十八名，殿試登進士第三甲第一百三十五名。历官户部河南司主事、陕西司员外郎、礼部仪制司、精膳司郎中。

## 家族
曾祖楊廣。祖父楊原振。父楊宗海。